# ديهوك
ديهوك (بالفارسية: دیهوک) هي مدينة تقع عند تقاطع الطرق الرئيسية من كرمان إلى مشهد ومن يزد إلى مشهد، في إيران. وبعد الوصول إلى دیهوك يصبح هذان الطريقان واحدًا ويستمر الطريق نحو مشهد. وكانت هذه المدينة إحدى محافظات محافظة خراسان التي تم ضمها أولاً إلى محافظة يزد ومن ثم إلى محافظة خراسان الجنوبية في تقسيمات الدولة الجديدة. يقدر عدد سكانها بـ 2,767 نسمة .